# Cary J. Kolat

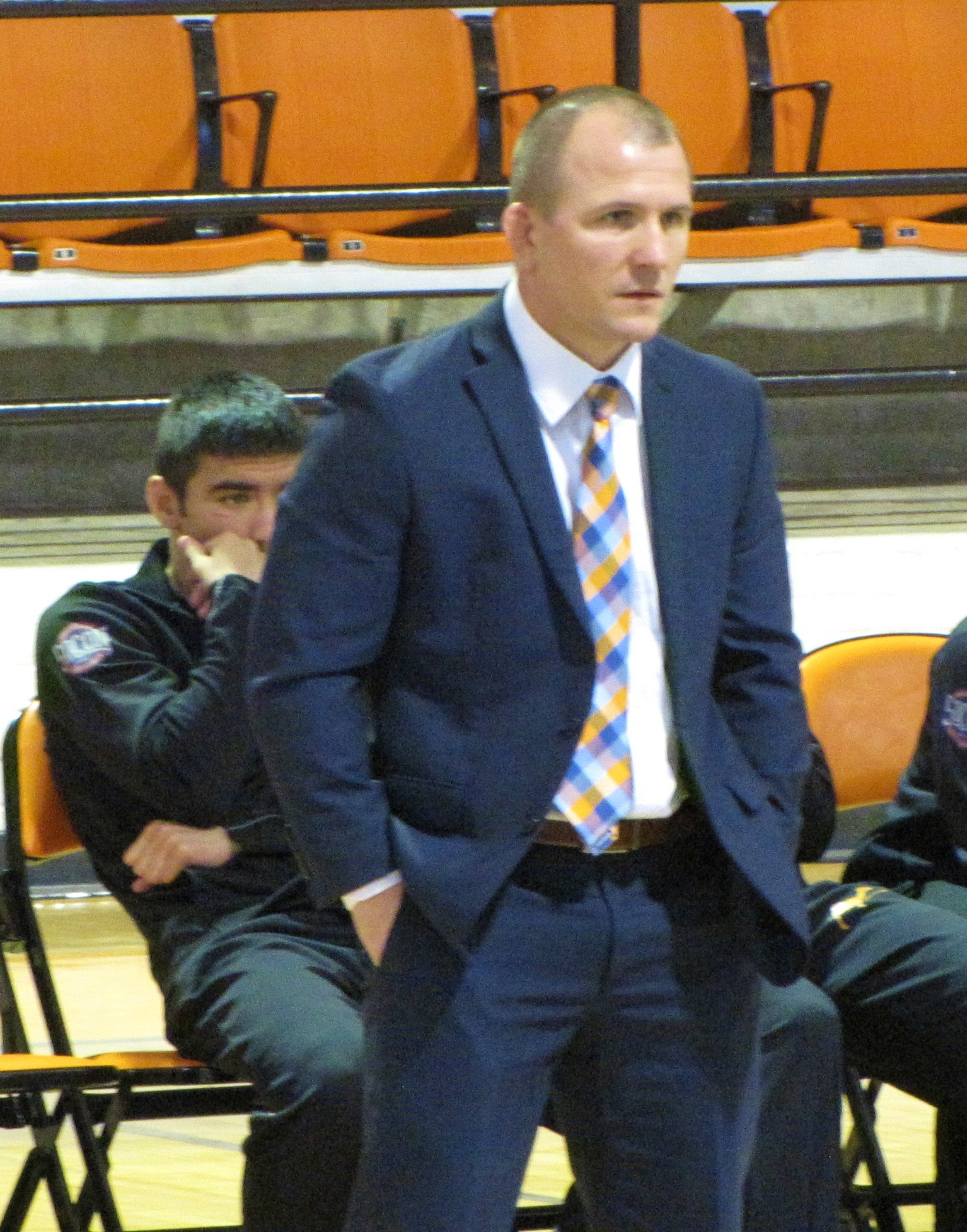
Cary J. Kolat, 2015

Cary Joseph Kolat (* 19. Mai 1973 in Rices Landing, Pennsylvania) ist ein ehemaliger US-amerikanischer Ringer. Er war 1997 Vize-Weltmeister im freien Stil im Federgewicht.

## Werdegang
Cary J. Kolat begann als Jugendlicher 1979 mit dem Ringen. Sein erster Trainer war sein Vater Joe Kolat. Seine ersten Wettkämpfe bestritt er an der Jefferson - Morgan High School. Er kam dabei im freien Stil in 137 Kämpfen zu 137 Siegen. In dieser Zeit gewann er viermal die Studenten-Meisterschaft des Staaten Pennsylvania und einige weitere regionale Titel. In diese Zeit fällt auch sein erster großer Erfolg bei einer internationalen Meisterschaft, denn er wurde bei der Junioren-Weltmeisterschaft (Cadets) in Warrensburg/USA 1989 Sieger in der Gewichtsklasse bis 55 kg Körpergewicht. Anschließend besuchte er von 1992 bis 1994 die Pennsylvania State University und von 1995 bis 1997 die Luck Haven University, wo er Kriminalistik studierte.
Im Jahre 1996 wurde er US-amerikanischer Studentenmeister im Bantamgewicht und 1997 im Federgewicht (NCAA-Champion). 1996 qualifizierte er sich bei den sog. Midlands-Championships für die Olympiaausscheidung (Trials) des US-amerikanischen Ringer-Verbandes. Er konnte sich aber nicht für die Olympischen Spiele qualifizieren.
1997 wurde Cary J. Kolat auch US-amerikanischer Meister im Federgewicht. Danach begann, von der Junioren-WM 1989 abgesehen, seine internationale Ringerkarriere. Er nahm in diesem Jahr an der Weltmeisterschaft im freien Stil in Krasnojarsk teil und kämpfte sich mit vier Siegen bis in das Finale vor. Er bezwang dabei unter anderem auch den belarussischen Ex-Weltmeister Sergei Smal nach Punkten. Im Finale unterlag er dem Iraner Abbas Haj Kenari knapp nach Punkten (2:4 techn. Punkte) und wurde damit Vize-Weltmeister.
1998 wurde Cary J. Kolat in New York City Sieger bei den sog. Goodwill-Games vor Mahdi Kaveh aus dem Iran und dem mehrfachen Weltmeister Magomed Azizow aus Russland. Bei seinem Sieg in einem Welt-Cup-Turnier in Stillwater, Oklahoma, gelang ihm in diesem Jahr auch die Revanche gegen Abbas Haj Kenari, den er nach Punkten besiegte. Außerdem gewann er bei diesem Turnier auch über Jürgen Scheibe aus Deutschland. Bei der Weltmeisterschaft 1998 in Teheran verlor er in seinem zweiten Kampf gegen den Bulgaren Serafim Barzakow knapp nach Punkten (1:3 techn. Punkte). Anschließend kämpfte er sich aber in einem wahren Siegeszug noch bis in das sog. „kleine Finale“, in dem es um die Bronzemedaille ging, vor und schlug im Kampf um diese Medaille Elbrus Tedejew aus der Ukraine nach Punkten. Vorher hatte er unter anderem auch gegen Jürgen Scheibe, Tserenbaataryn Tsogtbajar aus der Mongolei u. Magomed Azizow gewonnen.
1999 siegte Cary J. Kolat bei den Pan Amerikanischen Spielen in Winnipeg im Federgewicht vor dem Kubaner Carlos Julián Ortiz Castillo und Marty Calder aus Kanada. Bei der Weltmeisterschaft dieses Jahres in Ankara gelang ihm zwar ein bemerkenswerter Sieg über den Russen Schamil Umachanow, aber Niederlagen gegen Elbrus Tedejew (1:2 techn. Punkte) und Ramil Islamow aus Usbekistan (0:5 techn. Punkte) warfen ihn auf den 4. Rang zurück.
Im Jahre 2000 siegte Cary J. Kolat in der US-amerikanischen Olympiaausscheidung vor Mike Zadick und vertrat die Vereinigten Staaten bei den Olympischen Spielen in Sydney. Er siegte dort in seinem ersten Kampf über Ramil Islamow, verlor aber in seinem zweiten Kampf gegen Mohammad Talae aus dem Iran knapp nach Punkten (4:5 techn. Punkte). Da das damalige Regelwerk noch keine Trostrunde vorsah, war er damit ausgeschieden und kam nur auf den 9. Rang.
Im Jahre 2001 kam Cary J. Kolat bei einem Welt-Cup-Turnier in Baltimore im Federgewicht hinter Alireza Dabir aus dem Iran noch einmal auf den 2. Platz. An weiteren internationalen Meisterschaften nahm er aber nicht mehr teil.
Cary J. Kolat, der in seiner aktiven Zeit dem "Dave-Schultz"-Wrestling Club angehörte und von Nancy Schultz und Bruce Burnett trainiert wurde, ist seit 2000 Ringertrainer an der Universität von North Carolina. Außerdem ist er Head Coach an der St. Paul Wrestling School for Boys. Er wohnt in Baltimore.

## Internationale Erfolge
(OS = Olympische Spiele, WM = Weltmeisterschaft, F = freier Stil, Ba = Bantamgewicht, Fe = Federgewicht, damals bis 57 kg bzw. 63 kg Körpergewicht)
- 1989, 1. Platz, Junioren-WM (Cadets) in Warrenburg/USA, F, bis 55 kg Körpergewicht, vor Jonathan van Kamppen, Kanada u. Jentendra Kumar, Indien;
- 1997, 2. Platz, WM in Krasnojarsk, F, Fe, mit Siegen über Takahiro Wada, Japan, Eddy Jose Azuaja, Venezuela, Güksel Uzunca, Türkei u. Sergei Smal, Belarus u. einer Niederlage gegen Abbas Haj Kenari, Iran;
- 1998, 1. Platz, Goodwill-Games in New York City, F, Fe, vor Mahdi Kaveh, Iran, Magomed Azizow, Russland, Güksel Uzunca u. Charles le Shawn, USA;
- 1998, 1. Platz, Weltcup in Stillwater, Oklahoma, F, Fe, mit Siegen über Andrei Jakowjlew, Russland, Carlos Julián Ortiz Castillo, Kuba, Tsuboi Isami, Japan, Abbas Hejd Kenari u. Jürgen Scheibe, Deutschland;
- 1998, 3. Platz, WM in Teheran, F, Fe, mit Siegen über Zsolt Bankuti, Ungarn, Jürgen Scheibe, Besik Denquelbajew, Kasachstan, Tserenbaataryn Tsogtbajar, Mongolei, Lucjan Gralak, Polen, Magomed Azizow u. Elbrus Tedejew, Ukraine u. einer Niederlage gegen Serafim Barzakow, Bulgarien;
- 1999, 1. Platz, Welt-Cup in Spokane/USA, F, Fe, mit Siegen über Mohamed Baraati, Iran, Carlos Julián Ortiz Castillo u. Jürgen Scheibe;
- 1999, 1. Platz, "Yasar-Dogu"-Turnier in Istanbul, F, Fe, vor Alexei Solowjew, Russland u. Takahiro Wada;
- 1999, 1. Platz, Pan Amerikanische Spiele in Winnipeg, F, Fe, vor Carlos Julián Ortiz Castillo, Marty Calder, Kanada u. Hurtado Lerma, Kolumbien;
- 1999, 4. Platz, WM in Ankara, F, Fe, mit Siegen über Schamil Umachanow, Russland, Giorgios Moustopoulos, Griechenland, John Melling, Großbritannien u. Maksat Boburbekow, Kirgisistan u Niederlagen gegen Elbrus Tedejew und Ramil Islamow, Usbekistan;
- 2000, 1. Platz, Welt-Cup in Fairfax/USA, F, Fe, vor Yandro Miguel Quintana Ribalta, Kuba, Selimchanow Achmadow, Russland u. Abbas Bektari, Iran;
- 2000, 1. Platz, Pan Amerikanisch Meisterschaft in Cali, F, Fe, vor Carlos Julián Ortiz Castillo, Nasir Lal, Kanada, Lucas Barraldo, Argentinien u. Celso Antonio de Anda, Mexiko;
- 2000, 9. Platz, OS in Sydney, F, Fe, mit einem Sieg über Ramil Islamow u. einer Niederlage gegen Mohammad Talae, Iran;
- 2001, 2. Platz, Welt-Cup in Baltimore, F, Fe, hinter Alireza Dabir,Iran u. vor Miron Dschadschajew, Russland u. Ömer Cubukci, Türkei